# 노랑머리 2
"노랑머리 2"(Yellowhair 2)는 한국에서 제작된 김유민 감독의 2001년 드라마, 멜로/로맨스, 에로 영화이다. 하리수 등이 주연으로 출연하였고 김유민 등이 제작에 참여하였다.

## 출연

### 주연
- 하리수
- 신이
- 모홍진
- 윤찬

### 조연
- 정재진
- 박용범
- 조병기

## 기타
- 프로듀서: 유재학
- 제작부장: 김춘재
- 제작부: 소윤성
- 제작투자: 우형동
- 조명: 이용은
- 조명: 최영준
- 조명: 유주형
- 조연출: 이교범
- 조연출: 조진화
- 연출부: 유형민
- 동시녹음: 김완동
- 동시녹음: 박종근
- 동시녹음: 윤종민
- 음향: 김영호
- 음향: 장철호
- 미술: 이보경
- 특수효과: 엄진화
- 분장: 정미애
- 분장: 양혜정
- 의상: 강국희
- 의상: 손혜영
- 배역: 박홍진